# Ardisia furfuracea
Ardisia furfuracea är en viveväxtart. Ardisia furfuracea ingår i släktet Ardisia och familjen viveväxter.

## Underarter
Arten delas in i följande underarter:
- A. f. furfuracea
- A. f. veraguasensis